# بزداش
بزداش، روستایی از توابع بخش جاپلق شهرستان ازنا در استان لرستان ایران است..

## جمعیت
این روستا در دهستان جاپلق غربی قرار دارد و براساس سرشماری مرکز آمار ایران در سال ۱۳۸۵، جمعیت آن ۶۵ نفر (۱۵ خانوار) بوده‌است.